# مجموعه بازار اردبیل
مجموعه بازار اردبیل  در دوره سلجوقیان بنا شده است که در شهرستان اردبیل، واقع شده است. این اثر در تاریخ ۲۷ مرداد ۱۳۶۴ با شمارهٔ ثبت ۱۶۹۰ به‌عنوان یکی از آثار ملی ایران به ثبت رسیده است. این بازار در دوران صفویه بسیار رونق داشته است.

## راسته ها

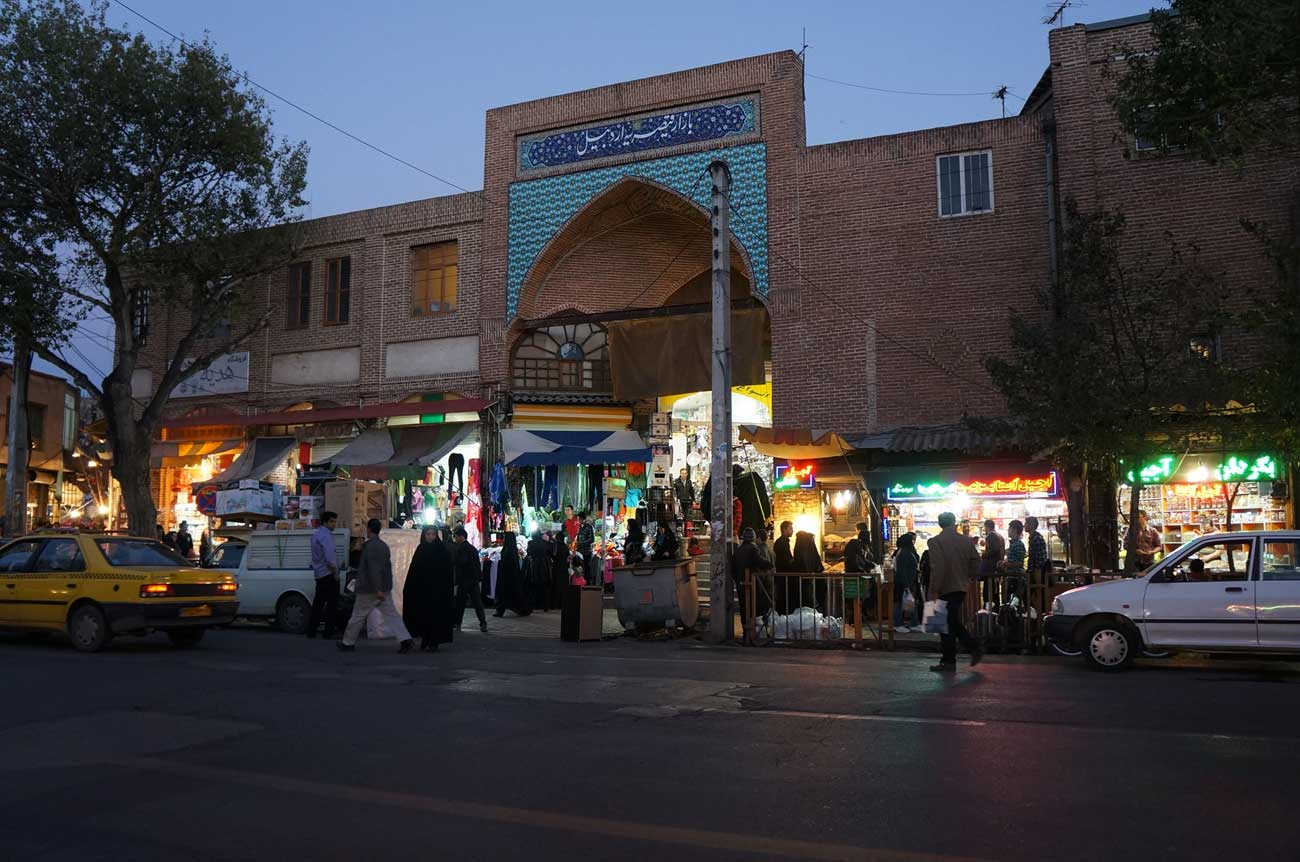
ورودی بازار قیصریه

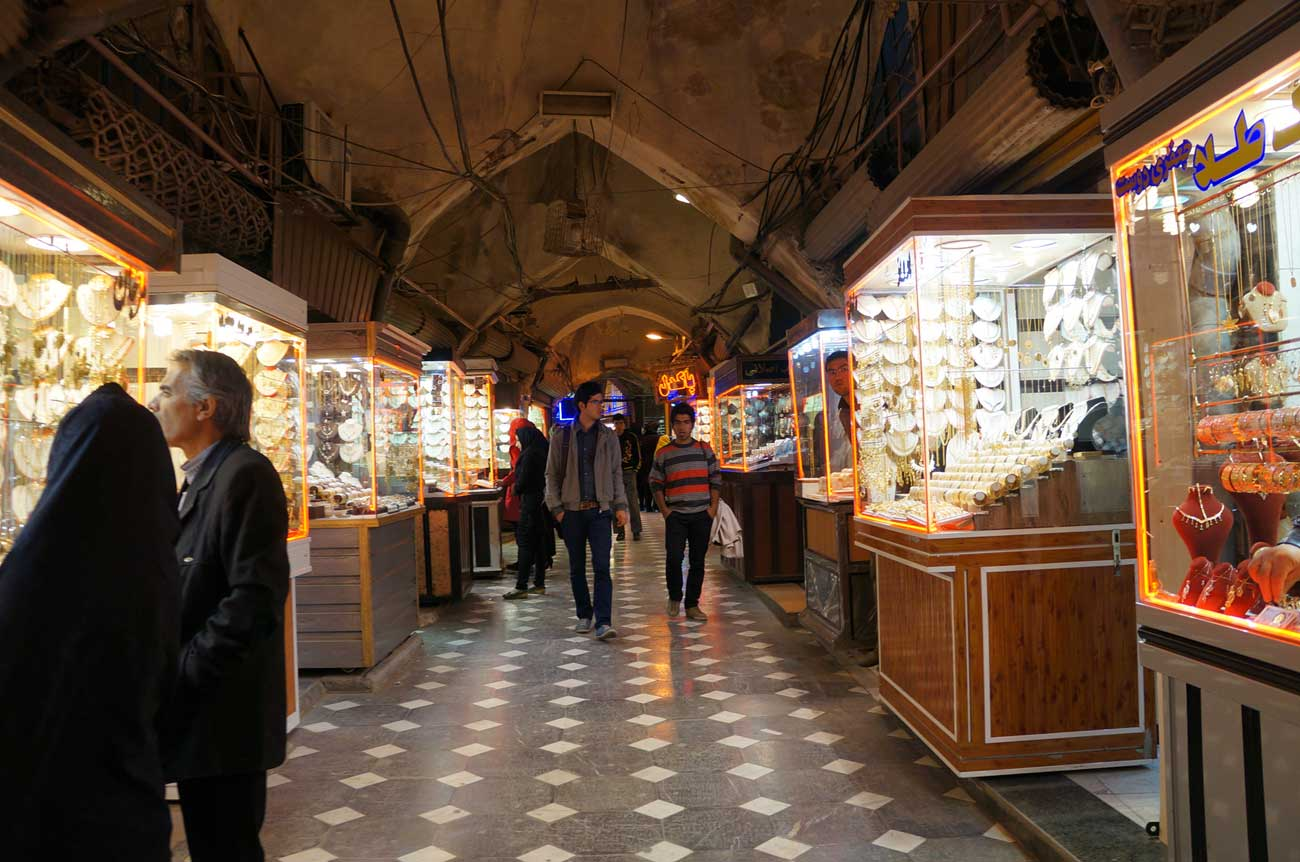
بازار اردبیل

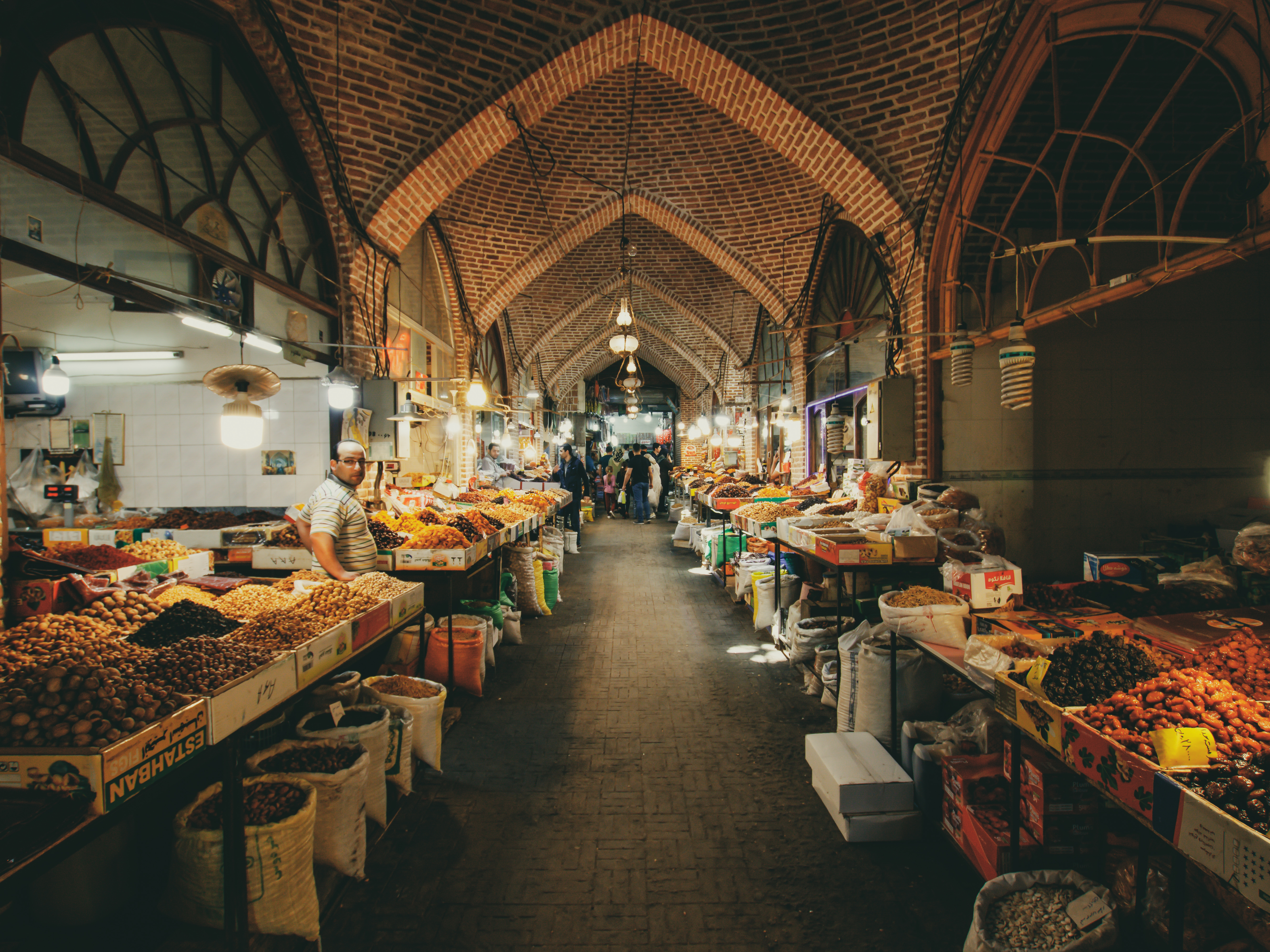
بازار اردبیل

بازار اردبیل دارای طاق نما های جانبی و گنبد های ساده است که در دوره های صفوی و قاجار بازسازی و مرمّت شده است. این مجموعه شامل بخش های زیر می باشد:
- راسته اصلی بازار (راسته بازار)
- راسته پیر عبدالملک
- راسته قیصریه
- راسته کفاشان
- راسته غلامان
- بازار زرگران
- بازار سراجان
- بازار خراطان
- بازار قصابان
- بازار بقالان
- بازار کلاه دوزان
- بازار علافان
- بازار پنبه فروشان
- بازار پارچه فروشان
- بازار مسگران
- بازار چاقو سازان
- بازار آهنگران
- بازار جلایی
- سرای خشکبار(حاجی میرزا)
- سرای گلشن
- سرای جهودها
- سرای وکیل
- سرای نو
- سرای حاج احمد
- سرای حاج شکر
- سرای مجیدیه
- سرای امام جمعه
- سرای دوگوچی
- تیمچه زنجیرلی

## موقعیت
بازار تاریخی اردبیل که در قرن ششم قمری بنا نهاده شده است درست در مرکز شهر کهن اردبیل واقع شده است. این بازار تاریخی به علت عبور خیابان امام خمینی (خیابان پهلوی سابق) در نیم قرن پیش از میان بازار، به دو قسمت تقسیم شده است. بازار اردبیل از شمال به میدان امام حسین (تازه میدان)، از جنوب به خیابان های آیت‌الله طالقانی، بلوار آیت‌الله مروج اردبیلی و میدان فجر، از شرق به خیابان آیت‌الله کاشانی و از غرب به خیابان ناصرلی صوفی منتهی می شود. همچنین مسجد جامع و مسجد اعظم اردبیل در داخل بازار اردبیل واقع شده است.

## نگارخانه

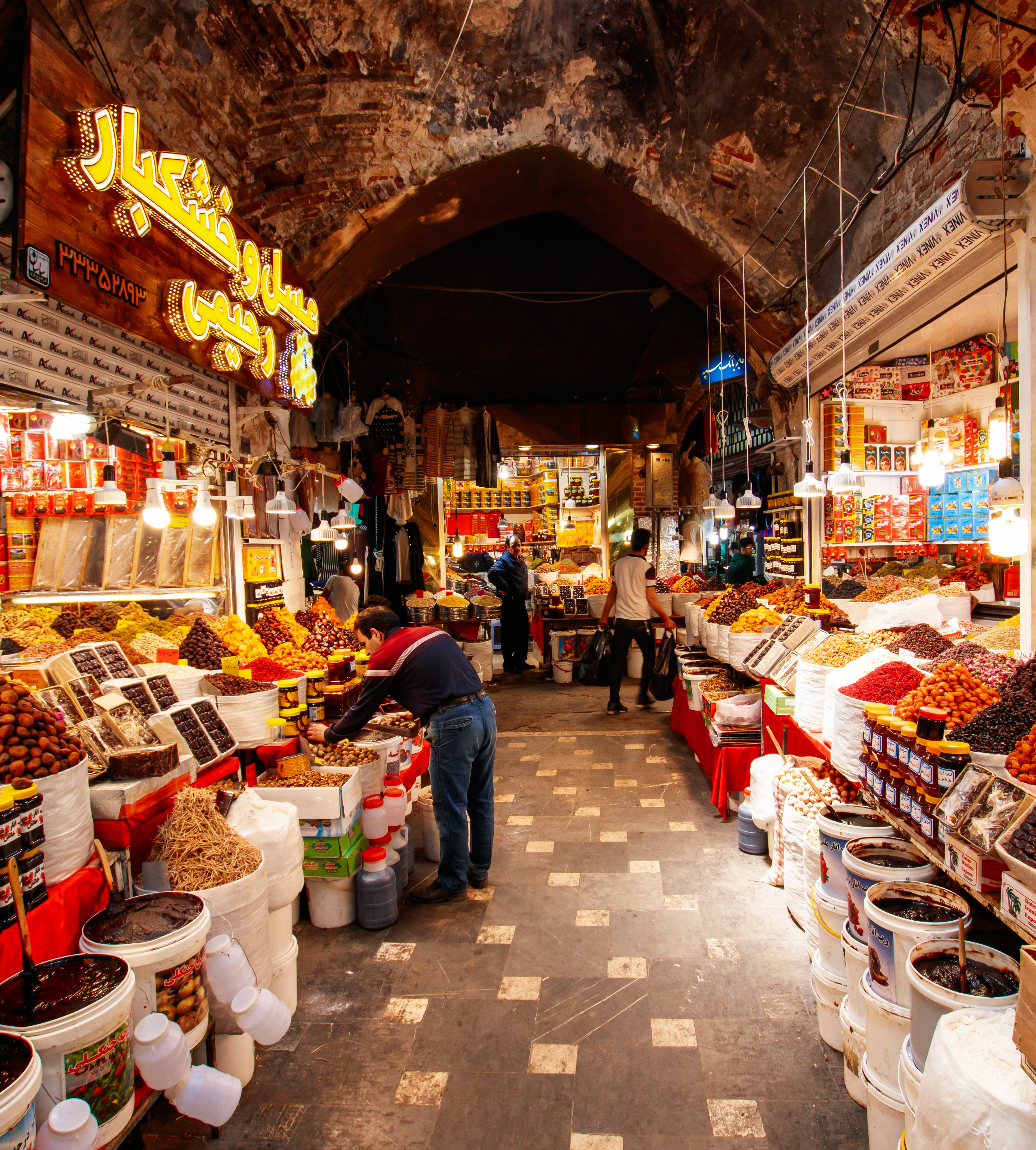
راسته قیصریه
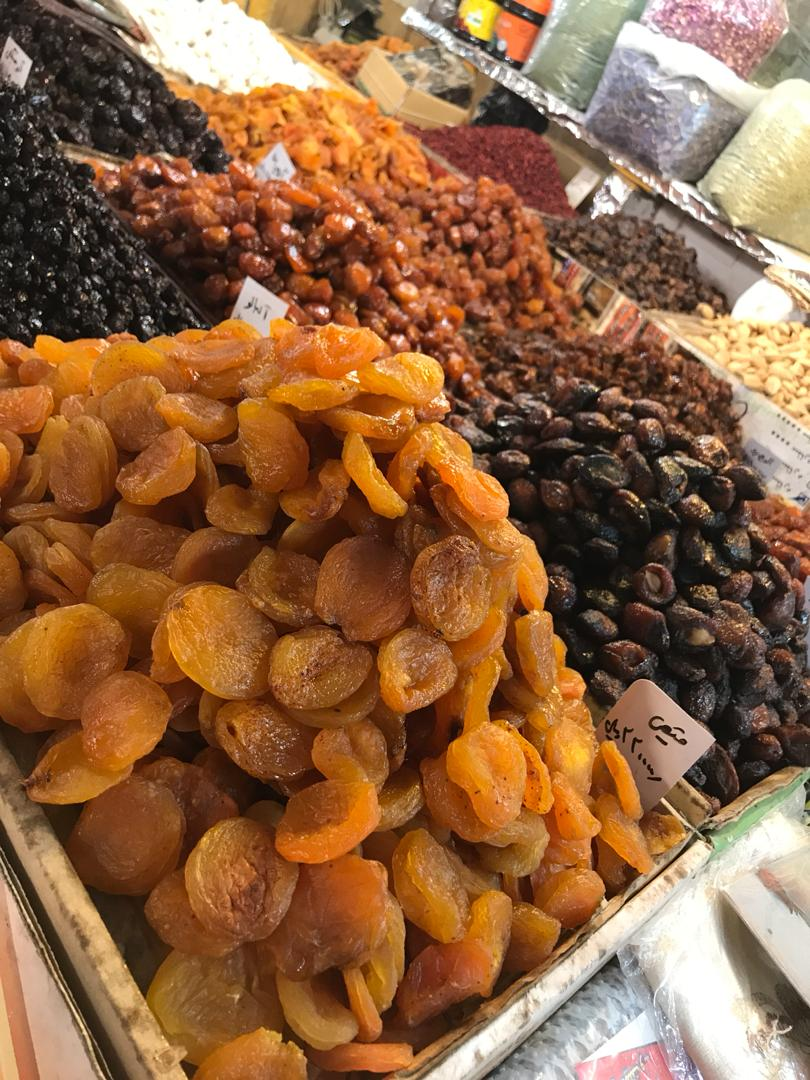
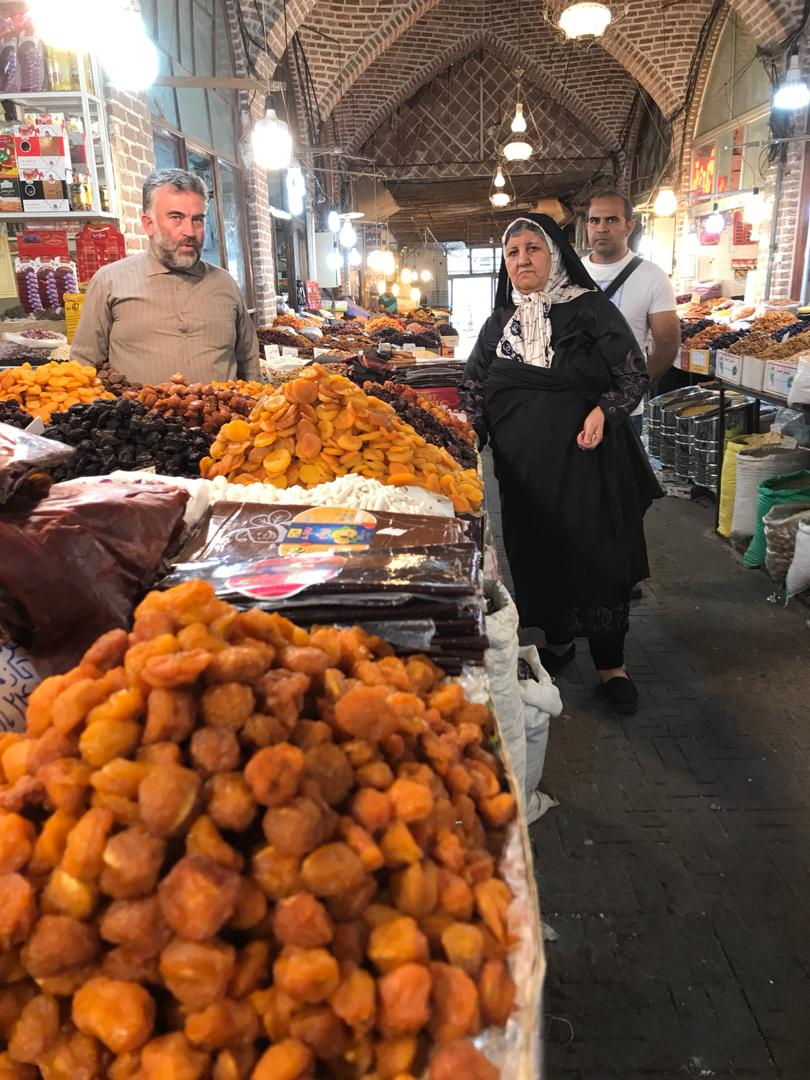
سرای خشکبار(حاجی میرزا)